# Gibberula infundibulum
Gibberula infundibulum is een slakkensoort uit de familie van de Cystiscidae. De wetenschappelijke naam van de soort is voor het eerst geldig gepubliceerd in 1994 door Bozzetti.